# Knjiga Kellsa
Knjiga Kellsa (engleski: Book of Kells, irski: Leabhar Cheanannais), poznata i kao Knjiga Kolumba, je oslikani rukopis Evanđelja na latinskom jeziku. Rukopis je dobio ime po mjestu Kells, gdje se stoljećima nalazio u samostanu. Danas je izložen u biblioteci Trinity Collegea u Dublinu.
To je veličanstveni molitvenik koji je najvjerojatnije nastao na škotskom otoku Ioni, gdje je 597. godine preminuo sv. Kolumb. Datirana je između 725. i 825. god., te se često smatra za sveti rukopis načinjen za prijenos svečevih kostiju iz starog u novo svetište, a ne praktičnim liturgijskim rukopisom.
Sastoji se od četiri Evanđelja Novog zavjeta zajedno s još nekoliko tekstova. Tekst Evanđelja uglavnom je preuzet iz Vulgate, iako postoje dijelovi iz nekih drugih prijevoda Biblije, poznatih kao Vetus Latina. On je najraskošniji i najbogatije ukrašen iluminirani rukopis od mnogih načinjenih u Irskoj, Škotskoj i Sjevernoj Engleskoj koncem 7. i početkom 8. stoljeća, te se smatra vrhuncem stila poznatog kao „otočka iluminacija”.
Rukopis se sastoji od 340 stranica. Od 1953. godine, uvezan je u četiri dijela. Stranice su napravljene od kvalitetnog janjećeg pergamenta. Ukrasi su djelo tri različita autora. Tinta je napravljena od taninske kiseline i željeznih soli, što sugerira da je uvezena izvan Irske. Tako je bogatstvo boja postignuto uporabom skupih materijala kao što je npr. lapis lazuli iz Afganistana, koji je pretvoren u prah kako bi se dobili sjajni tonovi plave. S obzirom na to da knjiga ima status relikvije začuđuje odsutnost ukrašavanja zlatnim listićima, mjesto kojih je ilustrator koristio orpiment, živahna žuta dobivena od trisulfida arsena.

## Iluminacije
Ilustracije i ukrasi u Knjizi Kellsa daleko su složeniji i raskošniji od drugih „otočnih djela”. U ukrasima se isprepleće tradicionalna kršćanska ikonografija s uzorcima karakterističnim za „otočku umjetnost”. Ukrasi su obično glave ljudi, mitoloških bića i keltskih uzoraka u živim bojama na rubovima teksta. Brojni od manjih dekorativnih elemenata su prožeti kršćanskom simbolikom.
Ikonografski kršćanski motivi, izvedeni iz sredozemne tradicije, preoblikovani su kroz stiliziranu ornamentiku iluminiranih rukopisa. Sklonost apstrakciji prevladava nad realističnim prikazivanjem do te mjere da su gemetrizirani gotovo svi dijelovi tijela sv. Ivana Evanđelista (slika desno). Njegova aureola je tek dio većeg dizajna u obliku broša, usporedivog s ondašnjim zlatarskim djelima. Rad je tako miniciozan da je potrebno povećalo kako bi se uočili fini detalji poput upletenih divljih zvjeri

U 12. stoljeću, svećenik imena Gerald od Walesa je napisao: 
Ovo dokazuje možda najslavnija iluminacija iz ovog rukopisa je stranica iz Evanđelja po Mateju (1:18-25) koja započinje opisom Isusova rođenja, tzv. Chi Rho Iota monogram (grč. XPI). Pored monograma pojavljuju se riječi Christi autem generatio, tj. „Evo kako se dogodilo rođenje Krista”. Na prvi pogled stranica izgleda potpuno apstraktni vez linija i boja, ali se „pozornijim“ promatračima otkrivaju brojne ljudske i životinjske forme u gustom spletu spiralnih i isprepletenih uzoraka izvedenih iz zlatarstva. Na samom vrhu slova Chi (X) nalazi se lako prepoznatljivo ljudsko lice, dok se uz njegov donji krak nalaze tri krilata anđela, a zakrivljeno slovo Rho (P) završava glavom za koju se vjeruje kako predstavlja lice samog Krista. Gotovo izgubljeni u ukrasima, kao da se igraju skrivača, nalaze se figure leptira i čak vidri kako love ribu. Očito je kako su one imale simboličku ulogu za srednjovjekovnog čitača, ali je njihov smisao danas izgubljen. Posebno zanimljiv prikaz se nalazi na samom kraju repa grčkog slova Chi gdje dvije mačke vrebaju dva miša koji grickaju euharistiju, dok ih još po jedan miš muče na njihovim leđima. Ovaj prikaz se može povezati s ondašnjim problemom srednjovjekovnih samostana koji su imali problema očuvati hranu i svetu hostiju od štetočnih glodavaca, ali se može i tumačiti kao metafora vječne borbe dobra (mačke) i zla (miševi). “.
Očit smisao ovakvog djela je težnja da se bogatstvom i raznolikošću isprepletenih oblika i boja ostvari snažan vizualni dojam na promatrača koji bi doživljavao ovaj prikaz izrazito duhovno i apstraktno, bez mogućnosti izlaska iz njegovih okvira i zaboravljajući vanjski svijet.

## Galerija
- Euzebijev kanon podjele Evanđelja, str. 5.
- Djevica s Djetetom, str. 7.
- Krist na prijestolju, str. 32.
- Naslovnica Evanđelja po Marku, str. 130.
- Prva stranica Evanđelja po Ivanu, str. 292.